# Tragosoma harrisii
Tragosoma harrisii es una especie de escarabajo longicornio del género Tragosoma, tribu Meroscelisini, subfamilia Prioninae. Fue descrita científicamente por LeConte en 1851.

## Descripción
Mide 15-40 milímetros de longitud.

## Distribución
Se distribuye por Canadá y Estados Unidos.